# 康科德管理咨询公司
康科德管理咨询公司(俄语：Конкорд Менеджмент и Консалтинг)位于圣彼得堡，康科德管理咨询公司是俄罗斯大亨叶夫根尼·普里戈任控有一半股份的康科德集团旗下的成员。该公司拥有并运营多个餐馆，同时也是康科德外卖的母公司。
该公司始建于1995年。在2009之前，公司注册所有人是叶夫根尼·普里戈任。2011之后变更为其母亲Violetta Prigozhin。不难理解叶夫根尼一直保持着实际控制。
位于圣彼得堡拉赫蒂-滨海区的豪华住宅开发区北方凡尔赛宫(俄語：Северный Версаль)由康科德管理咨询公司管理和建造。他们在诺瓦娅街竖起了大门和武装保安引发争议，因为该街道还是属于公有街道。
康科德管理和咨询有限公司拥有迈格林有限公司50%的公司的股份。迈格林(俄語：Мегалайн)公司在2016年俄国军方合同的竞标过程中有明显舞弊，并获得绝大部分基建合同。康科德管理咨询公司的律师曾向俄罗斯联邦国防部递交修改条款文件使得本来不符合投标要求的迈格林公司得以竞标。该修改条款于2014年2月11日提交俄罗斯杜马，并于2014年4月16日被通过.
2017年6月29日，美国财政部将康科德管理咨询公司列入针对俄罗斯军事入侵克里米亚和乌克兰的制裁名单。
同样列在制裁名单中的德米特里·乌特金于2017年11月接替Anastasia Sautina成为康科德管理咨询公司的执行总裁。
美国司法部于2018年2月指控康科德管理咨询公司从2014年起开始从财力上支持俄罗斯网络水军意在干预由唐納德·川普的当选的2016年美国总统大选。